# The Garden
The Garden är en låt av den kanadensiska progressiv rock bandet Rush. Den var släppt som den tolfte och sista låten på albumet Clockwork Angels släppt 8 juni 2012. Den släpptes också som en singel den 20 april 2013. Det var den sista singeln släppt av Rush.
Singeln släpptes endast på vinyl och det gjordes endast 3000 kopior.
"The Garden" spelades live 72 gånger av Rush.